# Diana Riba i Giner
Diana Riba i Giner (Barcelona, 21 de febrer de 1975) és una pedagoga, activista pels drets civils i política catalana. És diputada del Grup d'Els Verds/Aliança Lliure Europea al Parlament Europeu en representació d'Esquerra Republicana de Catalunya.
Es va llicenciar en pedagogia a la Universitat de Barcelona. Començà a treballar a la Fundació Centre d'Iniciatives i Recerques Europees a la Mediterrània (CIREM). Fou programadora cultural del Fòrum Universal de les Cultures que es va celebrar a Barcelona l'any 2004. Regentà la llibreria Pati de Llibres de Sant Cugat del Vallès. Fou membre de la junta i tresorera del Consell Català del Llibre Infantil i Juvenil i vocal del Gremi de Llibreters de Catalunya. Fou vicepresidenta dels Castellers de Sant Cugat. És fundadora i tresorera de l'Associació Catalana pels Drets Civils (ACDC).
Candidata al número 3 de la coalició d'Ara Repúbliques per a les eleccions al Parlament Europeu de 2019 a Espanya, va ser escollida eurodiputada. En el Parlament Europeu, a més de ser membre de les Comissions de Cultura i Educació, de llibertats Civils, Justícia i Afers d'Interior, i de Drets de les Dones i Igualtat de Gènere, és vicepresidenta de la Comissió d'Investigació encarregada d'examinar l'ús del programa espia de vigilància Pegasus i altres programes equivalents. Ella mateixa és una de les persones que van ser espiades en el cas de ciberespionatge que es coneix com a Catalangate.
Riba està casada amb l'antic diputat al Parlament Europeu Raül Romeva i Rueda.